# Moulin de Pouydesseaux
Le ruisseau du Moulin de Pouydesseaux est un cours d'eau qui traverse le département des Landes et un affluent droit du Midou dans le bassin versant de l'Adour.

## Hydronymie
Bien que le français « puits des eaux » soit parfois envisagé dans la culture populaire, l'étymologie est en fait occitane : Poi-de-Saus provenant de pouy (« soubassement », « plateau ») et sauç (« saule »).

## Géographie
D'une longueur de 12 kilomètres, il prend sa source sur la commune de Pouydesseaux (Landes), à l'altitude 120 mètres.
Il coule du nord vers le sud et se jette dans le Midou à Villeneuve-de-Marsan (Landes), à l'altitude 56 mètres. En quittant Sainte-Foy, dans le sens amont vers aval, le ruisseau se nomme temporairement ruisseau de Baure, puis ruisseau du Moulin Neuf, nom sous lequel il rejoint le Midou.

## Communes et cantons traversés
Dans le département des Landes, le ruisseau du Moulin de Pouydesseaux traverse quatre communes et deux cantons, dans le sens amont vers aval : Pouydesseaux (source), Sainte-Foy, Saint-Cricq-Villeneuve et Villeneuve-de-Marsan (confluence).
Soit en termes de cantons, le ruisseau du Moulin de Pouydesseaux prend source dans le canton de Roquefort et conflue dans le canton de Villeneuve-de-Marsan.

## Affluents
Le ruisseau du Moulin de Pouydesseaux a un affluent référencé :
- le ruisseau de Cazalis (rg).